# Турьяково
Турья́ково (бел. Тур’якава) — деревня в Боровском сельсовете Дзержинском районе Минской области Республики Беларусь. Находится в 5-и километрах от города Дзержинска, 52-х километрах от Минска, в 6-и километрах от станции Койданово.

## История
Известна в Великом княжестве Литовском со 2-й половину XVI века. В 1588 году, Турьяково — это село, в котором насчитывалось 7 дымов, в составе поместья Койданово Койдановской волости Минского повета Минского воеводства Великого княжества Литовского. После второго раздела Речи Посполитой (1793 год) в составе Российской империи. Во 2-й половине XIX — начале XX века, находилась в Койдановской волости Минского уезда Минской губернии. В 1897 году, по данным первой всероссийской переписи населения, Турьяково представляло собой два фольварка, где проживали 26 жителей. В 1917 году — 54 жителя. 
С 20 августа 1924 года в составе Боровского сельсовета (который с 23 марта 1932 года по 14 мая 1936 года являлся национальным польским сельсоветом) Койдановского района (с 29 июня 1932 года — Дзержинского) Минского округа, с 20 февраля 1938 года — в составе Минской области, с 31 июля 1937 года по 4 февраля 1939 года в составе Минского района. В 1926 году, по данным первой всесоюзной переписи в деревне насчитывается 8 дворов, проживают 47 жителей, в поместье — 14 жителей, на хуторе — 2 двора, 9 жителей. Во время коллективизации организован колхоз.
В Великую Отечественную войну с 28 июля 1941 года до 7 июля 1944 года деревня была оккупирована немецко-фашистскими захватчиками, на фронте погибли 7 жителей деревни. В 1960 году в деревне проживали 32 жителя. Входила в колхоз имени Горького (центр — д. Боровое). В 1991 году — 4 двора, 11 жителей. С 2003 года в составе ОАО «Боровое-2003».

## Население
| 26   | ↘ 22 | ↗ 54 | ↘ 23 | ↗ 32 | ↘ 11 | ↘9 | ↘ 7 |
| 2004 | 2009 | 2017 | 2018 | 2020 | 2022 |    |     |
| ↘ 6  | ↗ 7  | ↘ 5  | → 5  | → 5  | ↘ 4  |    |     |